# Otto Rantzau (1632-1719)
 Der er flere personer med dette navn, se Otto Rantzau.
Otto Rantzau (født 1632, død 19. juli 1719) var en dansk adelsmand, lensgreve i 1671,  godsejer og gehejmeråd, bror til Henrik Rantzau.
Rantzau var søn af Frederik Rantzau (1590-1645). I december 1670 udnævntes han til envoyé extraordinaire i Frankrig og forblev på denne post til august 1674. Som en af landets største godsejere – han ejede Rosenvold, Asdal, Hammelmose, Avnsbjerg, Marsvinslund, Bollerup i Skåne og et par andre gårde – var han 1671 ved greveværdighedens indførelse blevet udnævnt til greve, og året efter blev han kammerherre, 1674 Ridder af Dannebrog og 1712 gehejmeråd. Han var gift med Sophie Amalie Krag (1. december 1648 – 31. juli 1710), datter af oversekretær Otte Krag og enke efter Christoffer Ulfeldt til Svenstrup (22. april 1643 – 12. januar 1670).
Otto Rantzau var fader til Friedrich, Ida Anna, Sophie Hedevig Rantzau og   Christian. De første tre børn døde som unge, og han blev efterfulgt som lensgreve af Christian (1684-1771).